# Myadora subrostrata
Myadora subrostrata är en musselart som beskrevs av E.A. Smith 1880. Myadora subrostrata ingår i släktet Myadora och familjen Myochamidae. Inga underarter finns listade i Catalogue of Life.